# Regeringsformen
Regeringsformen (RF) är en grundlag i Sverige och den av grundlagarna som främst formar  statsskicket. 1974 års regeringsform, som är den nu gällande, antogs av riksdagen 1973 och 1974 och började gälla 1 januari 1975, samtidigt med riksdagsordningen. 2010 genomfördes en totalrevision av regeringsformen; enbart den första paragrafen återstår helt oförändrad från 1974.

## Historik

### Tidigare svenska regeringsformer
- 1634 års regeringsform
- 1719 års regeringsform
- 1720 års regeringsform
- 1772 års regeringsform
- 1809 års regeringsform

### Bakgrund
Efter parlamentarismens genombrott i Sverige efter första världskriget tedde sig 1809 års regeringsform som ålderdomlig i flera avseenden. Bland annat var den förlegad genom att bestämmelserna om maktdelning och andra bestämmelser var obsoleta då de i praktiken inte längre tillämpades. Så utsågs och entledigades regeringen genom kungens beslut. Efter parlamentarismens genombrott fattades dock det reella beslutet om regeringsbildning av riksdagens partier efter förhandlingar. Kungen fattade också fortfarande alla beslut i regeringsärenden i statsrådet (konselj), till exempel propositioner, utnämningar med mera. I teorin fanns alltså möjligheten att återgå till en stark personlig kungamakt, dock inte kungligt envälde. Förslag på grundlagsändringar förekom genom åren och belystes grundligt av statliga utredningar under 1950-talet. Den huvudsakliga anledningen till att dessa utredningar kom till var för att modernisera statsskicket, särskilt med hänsyn till att parlamentarismen i Sverige då också byggde på första kammarens sammansättning, vilket i sig kunde vara diskutabelt, vilket utreds närmare i artiklarna om tvåkammarriksdag och om parlamentarism.

### Antagandet av 1974 års regeringsform
Riksdagen antog den 6 juni 1973 förslag till ny regeringsform och riksdagsordning. Detta var samma datum som 1809 års regeringsform hade antagits 164 år tidigare. Den 6 juni kom senare att bli Sveriges nationaldag. Eftersom ändring av grundlag fordrar två likalydande riksdagsbeslut med mellanliggande val, bekräftade riksdagen antagandet den 27 februari 1974 (efter 1973 års val). Dagen efter, den 28 februari, blev förslagen gillade och antagna av Kungl. Maj:t (regeringen). Samtidigt utfärdade Kungl. Maj:t kungörelser om beslutad ny regeringsform och beslutad ny riksdagsordning, som trycktes i Svensk författningssamling (SFS 1974:152 och 153). Öppna brev om kungörelserna lästes upp i riksdagens kammare den 6 mars 1974. Den nya regeringsformen (och den nya riksdagsordningen) trädde i kraft den 1 januari 1975.

### Utvecklingen sedan 1975
Borgerlig regering skrev in fri- och rättigheter under sitt regeringsinnehav mellan 1976 och 1982
Viss makt har överflyttats till Europeiska unionen (EU). En ny paragraf om detta har införts i 10 kapitlet.

## Regeringsformens innehåll
Regeringsformen präglas främst av:
- Folksuveränitetsprincipen,
- Negativ parlamentarism; regeringen kan sitta kvar så länge inte en majoritet röstar emot i riksdagen. Statsminister utses vidare på talmannens förslag, likaledes om inte en majoritet röstar emot i riksdagen. Har talmannens förslag röstats ner fyra gånger utlyses ett extra val till riksdagen.[4]
- Kollektivt beslutsfattande i regeringen, statsråd (minister) föreslår regeringen att fatta beslut vid regeringssammanträde.[5][6]
- Ett proportionellt valsystem till riksdagen med många partier,
- Svag lagprövningsrätt,
- En självständig förvaltning.

- Lag stiftas av riksdagen (1 kap. § 3). Det som främst enligt regeringsformen skall meddelas genom lag är "föreskrifter som gäller enskildas inbördes förhållanden", och "föreskrifter om förhållandet mellan enskilda och det allmänna som gäller åligganden för enskilda" (8 kap. 2 och 3 §§). Häri inkluderas beskattningsmakten (9 kap. § 1),
- Riksdagen bestämmer hur statens medel (till exempel skattemedel och statens övriga tillgångar) skall användas (1 kap. 3 § och 9 kap.),
- Riksdagen kontrollerar regering och statsförvaltning i konstitutionsutskottet och genom att välja justitieombudsmän (riksdagens ombudsmän) och revisorer i Riksrevisionen (12 kap.),
- Regeringen har rätt att meddela föreskrifter om "verkställighet av lag" och om sådant som "inte enligt grundlag skall meddelas genom lag" (8 kap. 13 §),
- Regeringen kan också meddela föreskrifter inom bestämda områden med stöd av bemyndigande i lag som beslutas av riksdagen (8 kap. 7–12 §§), jämför gärna artikeln om förordning,
- Regeringen har särskilda möjligheter att meddela föreskrifter i krig och vid krigsfara genom särskilt förutsatt bemyndigande i lag, och också om riksdagen eller dess krigsdelegation inte fungerar,
- Regeringen har den större delen av makten över utrikespolitik och försvar (10 kap.),
- Regeringen utnämner ämbetsmän och domare och styr statsförvaltningen (11 kap.).

Regeringsformen beskriver invånarnas demokratiska rättigheter, till exempel att det är förbjudet med dödsstraff i Sverige (2 kap. 4 §).

### Statsskickets grunder
Regeringsformens inledande stycke, statsskickets grunder, innehåller en inledande paragraf som slår fast att Sverige är en demokrati och en rättsstat. Det är en passage som ofta citeras:
| ”                                 | 1 § All offentlig makt i Sverige utgår från folket. Den svenska folkstyrelsen bygger på fri åsiktsbildning och på allmän och lika rösträtt. Den förverkligas genom ett representativt och parlamentariskt statsskick och genom kommunal självstyrelse. Den offentliga makten utövas under lagarna. | „ |
| – Regeringsformen, Lag (1974:152) | |   |

Därefter följer en uppräkning av rättigheter och skydd mot diskriminering:
| ”                                  | 2 § Den offentliga makten ska utövas med respekt för alla människors lika värde och för den enskilda människans frihet och värdighet. Den enskildes personliga, ekonomiska och kulturella välfärd ska vara grundläggande mål för den offentliga verksamheten. Särskilt ska det allmänna trygga rätten till arbete, bostad och utbildning samt verka för social omsorg och trygghet och för goda förutsättningar för hälsa. Det allmänna ska främja en hållbar utveckling som leder till en god miljö för nuvarande och kommande generationer. Det allmänna ska verka för att demokratins idéer blir vägledande inom samhällets alla områden samt värna den enskildes privatliv och familjeliv. Det allmänna ska verka för att alla människor ska kunna uppnå delaktighet och jämlikhet i samhället och för att barns rätt tas till vara. Det allmänna ska motverka diskriminering av människor på grund av kön, hudfärg, nationellt eller etniskt ursprung, språklig eller religiös tillhörighet, funktionshinder, sexuell läggning, ålder eller andra omständigheter som gäller den enskilde som person. Samiska folkets och etniska, språkliga och religiösa minoriteters möjligheter att behålla och utveckla ett eget kultur- och samfundsliv ska främjas. | „ |
| – Regeringsformen, Lag (2010:1408) | |   |

### Statschefen
I slutet av 1960-talet intensifierades arbetet, och under ett par sommarveckor i Torekov 1971 kom de svenska riksdagspartierna överens om hur det skulle se ut, den så kallade Torekovskompromissen. Successionsordningen från 1810 bibehölls dock och gäller fortfarande (med ändringar från bland annat år 1979). Samtidigt förlorade monarken många av sina uppgifter. Bland annat övertogs hans roll såsom aktör vid regeringsbildningen av Riksdagens talman. Andra uppgifter som försvann var att fatta beslut i regeringsärenden, bortsett från förhållandet med andra stater. Privilegiet att adla personer ströks ur regeringsformen. Däremot tilldelar han framstående personer i Sverige och utomlands (främst för insatser för Sverige) kungliga riddarordnar och medaljer. Han fick bland annat rösträtt (tidigare undantag i vallagen) i likhet med andra myndiga medborgare. Enligt folkrätten och regeringsformens förarbeten, innehar statschefen representativt och ceremoniellt rollen som "rikets främsta företrädare i förhållande till andra länder" (proposition 1973:90, s. 173). Detta innebär att kungen ger svenska ambassadörer deras så kallade kreditivbrev, även om ambassadörerna väljs ut av regeringen. Likaledes ackrediterar statschefen utländska ambassadörer, samt är Sveriges värd vid statsbesök och avlägger själv statsbesök.

### Användningen av negativ parlamentarism
Den nya regeringsformens paragraf om negativ parlamentarism innebär att det krävs att en absolut majoritet av riksdagens ledamöter röstar nej (det vill säga minst 175 ledamöter), för att en regering skall tvingas avgå eller för att förkasta ett förslag om statsminister som talmannen har framfört. Det innebär att även om inte en absolut majoritet röstar för, men inte en absolut majoritet (175 ledamöter) emot, blir den föreslagne personen vald till statsminister.
Regeringen måste därmed enbart tolereras av riksdagen, den behöver inte ha stöd hos en majoritet av ledamöterna.
Historiskt har detta använts flitigt under de borgerliga regeringsåren 1976–1982. Särskilt Ola Ullstens rena folkpartiregering kom fram på detta sätt genom att socialdemokraterna lade ned sina röster, vilket möjliggjorde att Ola Ullsten kunde bilda regering, trots att det var fler som hade röstat emot än för den nya regeringen. Även Fälldin III 1981–1982 saknade majoritet i omröstningarna, men kunde sitta kvar i och med att det inte fanns 175 röster mot regeringen (även om moderaterna inte deltog i den).
Stefan Löfvens första regering använde sig av denna princip efter riksdagsvalet 2014.